# 村松美保
村松 美保（むらまつ みほ、1981年2月7日 - ）は、グループ トーキング・アイ所属のフリーアナウンサー。
岡山県真庭市出身。岡山県立勝山高等学校、ノートルダム清心女子大学を卒業。中学校教員免許（国語）・高等学校教員免許（国語）を取得。

## 現在の担当番組
- TSCニュース

## 過去の担当番組
- ニュース山陽夕刊

## 出演等
- ZAGZAG CM（ドラッグストア）